# Leon Henkin
Leon Henkin (ur. 19 kwietnia 1929 w Nowym Jorku, zm. 1 listopada 2006 w Oakland) – logik, profesor na Uniwersytecie Kalifornijskim w Berkeley. Znany przede wszystkim jako autor uproszczenia dowodu twierdzenia o pełności klasycznego rachunku logicznego.
Twierdzenie o pełności zostało udowodnione przez Kurta Gödla w jego dysertacji doktorskiej z roku 1929, ale dowód ten jest dość trudny. Dowód Henkina jest znacznie prostszy w lekturze i jako taki jest obecnie powszechnie przytaczany w większości podręczników logiki.
Podejście Henkina jest niekonstruktywne – pozwala ono jedynie stwierdzić, że jeżeli zdanie α wynika semantycznie z pewnego zbioru zdań Σ, to wynika z niego również syntaktycznie (tj. ma dowód w oparciu o zbiór Σ), nie pokazuje jednak w jaki sposób.
W późniejszym okresie Henkin uogólnił swój wynik na wersję logiki wyższego rzędu Churcha. Rezultat ten oparty jest na specjalnej teorii modeli, tak zwanych modeli Henkinowskich.